# Мольсдорф-Тайхвольфрамсдорф
Мольсдорф-Тайхвольфрамсдорф (нім. Mohlsdorf-Teichwolframsdorf) — громада в Німеччині, розташована в землі Тюрингія. Входить до складу району Грайц.
Площа — 50,45 км2. Населення становить 4618 ос. (станом на 31 грудня 2021).